# Vivian Woodward
Vivian John Woodward, född 3 juni 1879, död 31 januari 1954, var en engelsk amatörspelare i fotboll.
Woodward föddes i Kennington i London, men flyttade senare med familjen till Clacton-on-Sea. Hans far föredrog cricket framför fotboll, men sonen spelade så bra för Ascham Colleges fotbollslag att han omnämndes i lokalpressen.
1895 började han spela i amatörklubben Clacton Town, där han var med om att ta hem segern i North Essex League Division Two samt Essex Junior Cup. Han spelade även i Harwich & Parkestone och Colchester Town innan han som 21-åring gick över till Chelmsford. Efter en match mellan ett syd- och ett nordlag på White Hart Lane värvades han 1902 av Tottenham Hotspur, som då spelade i Southern Football League. Säsongen 1907/08 var Woodward med om att föra upp Tottenham i Football League. Följande säsong kom Tottenham på andra plats i division 2 och tog steget upp i division 1. Woodward gjorde klubbens första mål i Football League och blev även lagets bäste målskytt med 19 mål på 27 matcher. 1909 gick han över till Chelsea, där han spelade fram till 1916, då han tvingades sluta med fotbollen efter att ha sårats i första världskriget.
Woodward var även landslagsspelare för England. Landslagskarriären inleddes i februari 1903, då han gjorde två mål i en 4–0-seger över Irland. Han spelade 23 landskamper fram till och med 1911 och var med sina 29 mål Englands bäste målskytt (i konkurrens med Steve Bloomer) i början av 1900-talet. Woodward gjorde även minst 44 mål på 30 matcher för det engelska amatörlandslaget åren 1906–1914. I en match mot Frankrike 1906 som England vann med 15–0, gjorde Woodward enligt vissa källor åtta mål (andra källor hävdar att han gjorde fyra mål). Tre år senare gjorde han sex mål i en match mot Nederländerna.
Vid de olympiska spelen 1908 och 1912 representerade det engelska amatörlandslaget Storbritannien i fotboll. Med Woodward som lagkapten tog man hem gulden både i London och Stockholm.